# Iuriivka, Iakîmivka
Iuriivka (în ucraineană Юр`ївка) este un sat în comuna Volodîmîrivka din raionul Iakîmivka, regiunea Zaporijjea, Ucraina.

## Demografie
Componența lingvistică a localității Iuriivka
     Ucraineană (70,44%)
     Rusă (27,04%)
     Bulgară (1,26%)
     Alte limbi (1,26%)
Conform recensământului din 2001, majoritatea populației localității Iuriivka era vorbitoare de ucraineană (70,44%), existând în minoritate și vorbitori de rusă (27,04%) și bulgară (1,26%).